# Господа офицеры (телесериал)
«Господа офицеры» — российско-казахстанский многосерийный фильм 2004 года.

## Сюжет
Трое друзей, Федотов, Асланбеков и Хоменко, вместе воевали в Афганистане, но после вывода войск Федотову выпал спецназ, война в Чечне, случайное убийство мальчишки и пятнадцать лет тюрьмы, Асланбекову — должность начальника колонии для бывших военнослужащих, Хоменко — повышение по службе, генеральские погоны и должность в генеральном штабе. За неосторожное убийство мальчишки в Чечне Федотов попал в колонию к Асланбекову, а после того, как Асланбеков устроил Федотову и ещё нескольким заключенным свидание с родственниками вне зоны, Хоменко выехал в колонию с проверкой.

## В ролях
- Олег Штефанко — Сергей Александрович Федотов, бывший полковник ВДВ, осуждённый
- Бахтияр Кожа — Нурали Керимович Асланбеков, полковник, начальник колонии для бывших военнослужащих-офицеров, «хозяин»
- Игорь Ливанов — Андрей Хоменко, генерал-майор, проверяющий из генерального штаба
- Ирина Розанова — Галина, врач в колонии, жена Асланбекова
- Михаил Елисеев — заместитель начальника колонии по режиму, «кум», подполковник Борис Юрченков
- Константин Воробьёв — майор Шмаров, тюремный опер
- Александр Саюталин — бывший капитан-сапёр Григорий Богорад, осуждённый
- Жан Байжанбаев — Рахат Асланбеков, брат Нурали

## Съёмочная группа
- Режиссёр: Андрей Кравчук
- Сценарист: Игорь Агеев
- Оператор: Григорий Панов
- Композитор: Константин Шумайлов
- Постановщик трюков: Владимир Севостьянихин
- Продюсеры: Сергей Каратаев, Сергей Клещенков, Виктор Умнов

По мотивам сериала был написан одноимённый роман, его автором стал Илья Бояшов. Новеллизация вышла в 2007 году.
В саундтрек вошли песни группы ДДТ «Дым» и «Война бывает разная», а Константин Шумайлов, участник этой группы, написал оригинальную музыку к сериалу.

## Награды
Гран-при на творческом конкурсе VII Евразийского телефорума 2004 года.